# تلمبه هاشم نوروزی
تلمبه هاشم نوروزی یک منطقهٔ مسکونی در ایران است که در دهستان بنارویه واقع شده‌است.